# Louis Thézart
Louis Thézart, né au château des Essarts et mort le 12 octobre 1375, est un évêque et archevêque français du XIVe siècle. Louis est fils de Robin Thézart, seigneur des Essarts, et de Robine de Villers.

## Biographie
Pierre de Vilaines, évêque de Bayeux, lui donne en 1353 la prébende de Matthieu. En 1354  Humbert de Vienne, archevêque de Reims, l'enlève à l'église de Bayeux pour en faire son vicaire général et son official. Il devient ensuite archidiacre de cette métropole. À la mort de Pierre de Vilaines en 1360, il est élu à voix unanime comme évêque de Bayeux.
En 1369, il préside un synode diocésain. Dans ce synode, il défend d'admettre plus de trois personnes pour servir de parrain ou de marraine au baptême des enfants, et prohibe les amusements grossiers. Les papes Urbain V et Grégoire XI lui écrivirent pour le charger, conjointement avec les abbés de Saint-Aubin d'Angers et de Marmoutiers, des enquêtes à faire pour constater la sainteté et les miracles de Charles de Blois, duc de Bretagne.
Après la mort de Jean de Craon, archevêque de Reims en  1373, le roi Charles V, veut Louis Thézart sur ce siège et Grégoire XI accède aux vœux du monarque, mais la mort de Thézart en 1375 empêche ce dessein.
Pour mémoire, des descendants de la famille Thézart (ou Thésard) font parler d'eux en 1618 (seigneurie de Tournebu).